# Stephen Paget

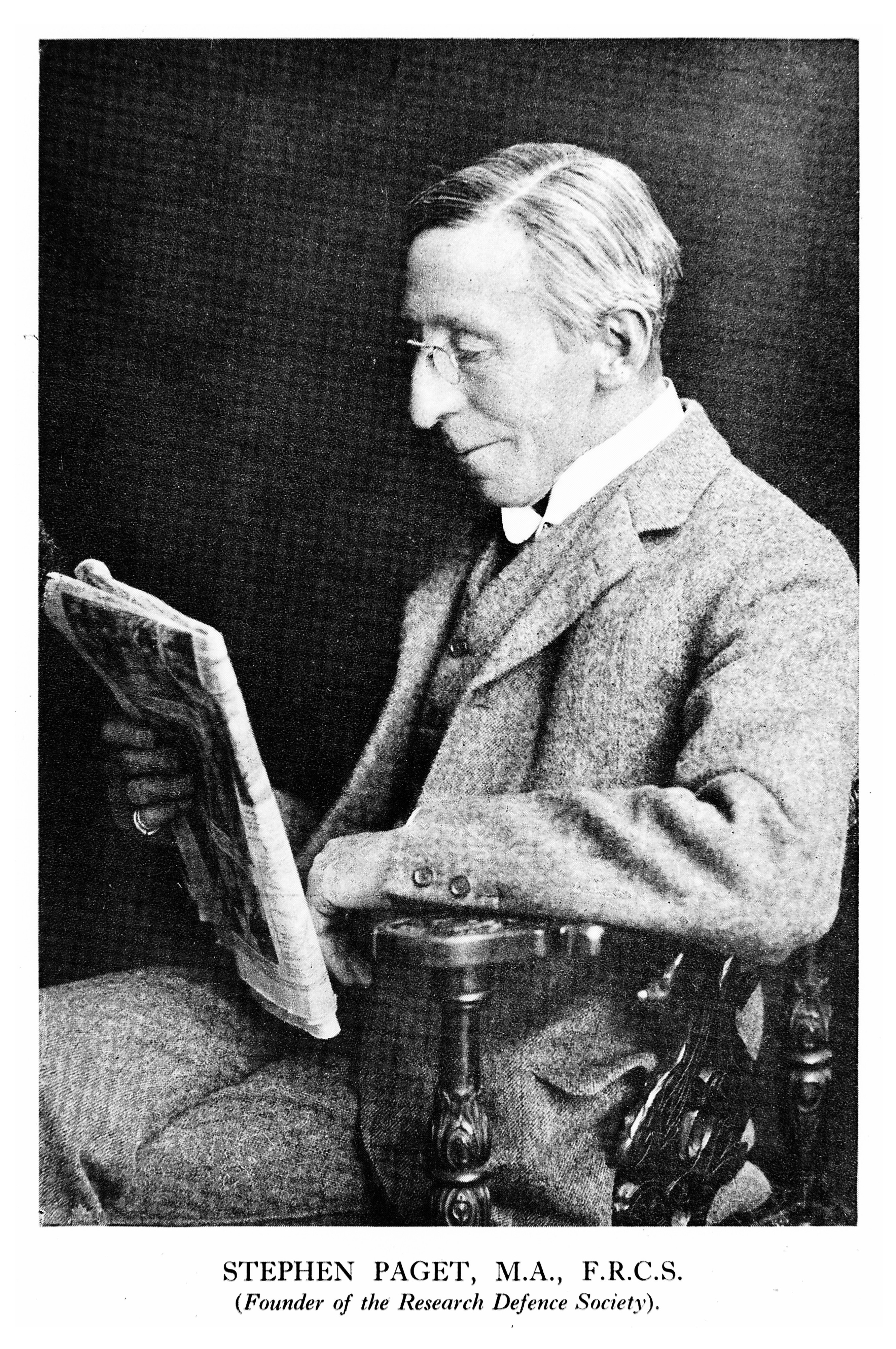
Stephen Paget

Stephen Paget FRCS (* 17. Juli 1855 in London; † 8. Mai 1926 in Limpsfield, Surrey) war ein englischer Chirurg und Onkologe.

## Leben
Paget war der Sohn des Chirurgen und Pathologen James Paget und dessen Frau Lydia geborene North. Sein Bruder war John Rahere Paget.
Bekannt wurde Stephen Paget vor allem durch seinen 1889 in The Lancet veröffentlichten Artikel The Distribution Of Secondary Growths In Cancer Of The Breast. Aufgrund dieses Artikels wird ihm die sogenannte Seed-and-Soil-Theorie zugesprochen. Paget hatte bei einer Vielzahl von Brustkrebserkrankungen festgestellt, dass diese überproportional oft Knochenmetastasen zur Folge haben. Es schloss daraus, dass bei der Metastierung das Zielorgan eine wesentliche aktive Rolle spielt. In seiner Hypothese vermutete Paget, dass es dann zur Metastierung im betroffenen Organ kommt, wenn die passende Tumorzelle (Seed) eine besonders hohe Affinität zu dem das betroffene Organ umgebende Milieu (Soil) aufweist. Die Idee zu dieser Theorie schrieb er allerdings ausdrücklich Ernst Fuchs zu.
Am 17. September 1885 heiratete Paget Eleanor Mary Burd (1854–1933). Das Paar hatte zwei Töchter.

## Schriften (Auswahl)
- The Surgery of the Chest. F. B. Treat, New York 1897.
- Sir Victor Horsley. A study of his life and work. Constable & Co., London 1919.